# Ундер, Арнольд Густавович
Арно́льд-Гу́став У́ндер (11 июля 1897 или 28 июля 1897, Хийумаа, Эстляндская губерния, Российская империя — 31 января 1973, Ройтлинген, ФРГ) — военный лётчик, участник Первой мировой войны, кавалер французской медали «За храбрость» (1920 г.), один из основоположников эстонской авиации, филателист и коллекционер.

## Биография
Арнольд Ундер родился 28 июля 1897 года на острове Хийумаа Эстляндской губернии Российской империи в многодетной семье остзейских немцев. Проживал в Ревеле на Валовой улице, дом 4. В 1915 году окончил Первое петроградское реальное училище.
В 1916 году добровольно вступил в Российскую императорскую армию. В тот же год зачислен на Теоретические авиационные курсы при Петроградском политехническом институте. В числе ста лучших выпускников курсов направлен для обучения полётам в Англию. Обучение проходил в Ханслоу и Тетфорде в 12-й Учебной эскадрилье. 31 августа 1917 года получил квалификацию пилота. Некоторое время воевал в Бельгии в составе французской армии в 42-й эскадрилье R.A.F. в районе Курсель-де-Конт. За свои боевые заслуги в 1920 году Арнольд Ундер был награждён французской медалью «За храбрость» с мечами в бронзе.
Вернулся в Россию 11 октября 1917 года, месяц служил в Херсоне лётчиком-инструктором, затем — в резерве в Москве. В январе 1918 года лётчик Ундер прикомандирован к крепостному авиационному отряду в Таллине, где служил вместе со своим однокурсником по Политехническому институту и английской авиашколе Иваном Нусбергом. Оба стали инициаторами создания Военно-воздушных сил в Эстонии на базе аэродрома в Ласнамяэ.
После получения Эстонией независимости Арнольд Ундер становится одним из первых пилотов эстонских ВВС. В боевых действиях во время войны за независимость участия не принимал, служил инструктором и техническим специалистом. С 1920 года — в резерве. До 1924 года работал пилотом на эстонских гражданских авиалиниях. В 1924 году Арнольд Ундер возвращён на военную службу и до 1929 года служил на различных должностях в ВВС Эстонии в звании лейтенанта. С 1919 года по 1940 год работал директором Таллинского авиаремонтного завода. После вхождения Эстонии в состав СССР Унгер уезжает в Германию, через год возвращается в оккупированный Германией Таллин и вновь работает на своём заводе.
После окончания Второй мировой войны Арнольд Унгер, свободно владевший немецким, русским и английским языками, работал переводчиком в Британской оккупационной зоне. С 1950 года по 1955 год жил и работал на авиационном заводе в Австралии. С 1955 года и до конца жизни жил в Германии.
Арнольд Ундер умер 31 января 1973 года в Ройтлингене (Германия).

## Филателистическая деятельность
Наибольшую известность в мире Арнольд Унгер получил как знаменитый коллекционер и филателист. Получил 26 дипломов на мировых филателистических выставках. Создал собственное экспертное бюро. До сих пор сертификаты, выданные Арнольдом Ундером на коллекционный материал, котируются во всём мире и служат гарантией подлинности.

## Награды
1. Медаль «За храбрость» с мечами в бронзе. Франция, 1920 г.
2. Памятная медаль за участие в борьбе за независимость. Эстония, 1923 г.
3. Орден Эстонского красного креста. Эстония, 1934 г.
4. Памятная медаль в честь 10-й годовщины Латвийской республики. Латвия, 1937 г.
5. Крест с орлом 4-го класса. Эстония, 1938 г.